# Cessna 172
El Cessna 172 Skyhawk és una avioneta monomotor de 4 places, tren d'aterratge de tricicle i ala alta. Va volar per primer cop l'any 1955 i des de llavors encara es troba en producció. És una de les avionetes més conegudes i utilitzades arreu del món amb més de 40.000 unitats construides. El Cessna 172 encara es produeix a les cadenes de muntatge de Cessna Aircraft Company, a Kansas.

## Història
Durant els anys 50 Cessna Aircraft Company es va donar a conèixer amb una sèrie d'aparells d'ala alta, construcció metàl·lica i originàriament tren d'aterratge clàssic. El biplaça de la gamma d'avió d'entrenament, el Cessna 150/152 donarà origen, el 1955, al quatre places 172, que no ha deixat de ser construït des dels anys 50, sent contínuament millorat, modernitzat i equipats amb tecnologia reactualitzada, donant lloc a moltes versions del model. Aquestes versions utilitzen totes la mateixa fórmula aerodinàmica però fent variar alguns paràmetres com, tren fixe o retràctil, ala amb obencs o sense, cabina més o menys llarga (arribant en alguns models a encabir 8 seients) o motorització entre 100 i 300 cavalls, entre d'altres.
Alguns dels models del 172 van ser construïts sota llicència, principalment a França per la societat Reims Aviation amb el nom de Reims Rocket.

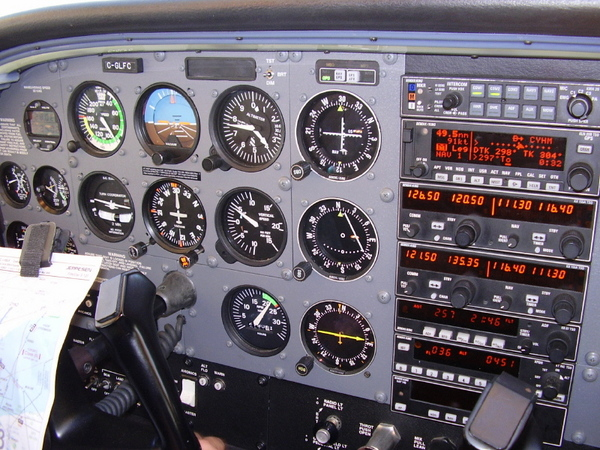
Instruments de vol d'un Cessna 172R

## Cultura popular
En els simuladors de vol existeixen una o més variants del Cessna 172, com el simulador de vol de codi obert FlightGear, així com en el sector comercial.

## Especificacions (Cessna 172R)
Característiques generals:
- Tripulació: 1
- Passatgers: 3
- Llargària: 8,28 m
- Envergadura: 11,00 m
- Altura: 2,72 m
- Superfície alar: 16,2 m²
- Pes buit: 743 kg
- Pes màxim a l'enlairament: 1.110 kg

Planta motriu: 
- Motor: de 4 cilindres refrigerat per aire Lycoming IO-360-L2A
- Potència:160 CV
- Hèlix: de 3 pales i pas constant

Rendiment:
- Velocitat màxima operativa: 228 km/h
- Velocitat màxima tolerable: 302 km/h
- Abast: 1.270 km
- Sostre de servei: 13.500 peus
- Taxa d'ascens: 3,66 m/s